# Culture de la Roumanie
La culture de la Roumanie, pays de l'Europe du Sud-Est, désigne les pratiques culturelles observables de ses habitants.

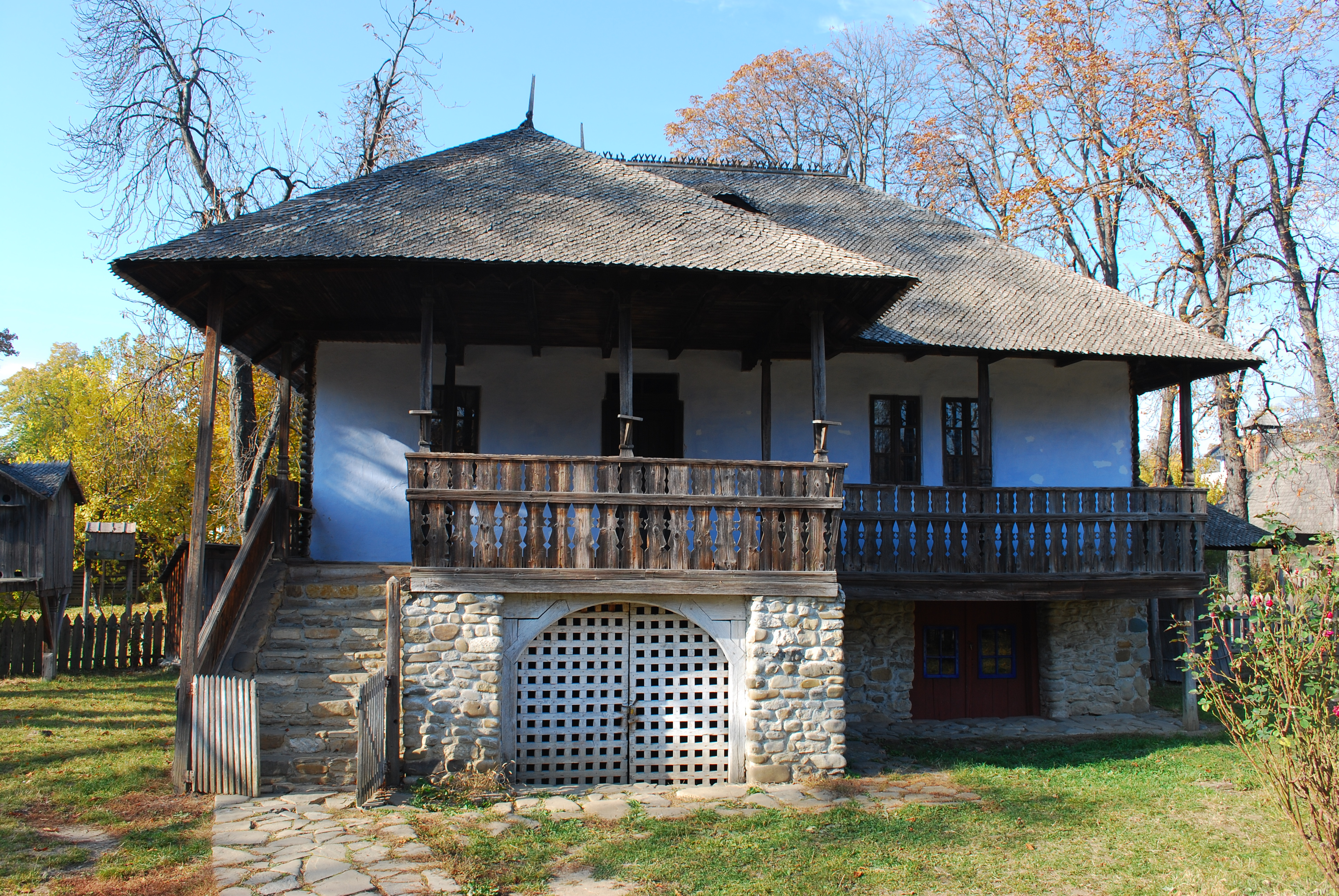
Ancienne maison traditionnelle de Chiojdu, dans le județ de Buzău, en Moldavie, conservée au Musée du Village de Bucarest.

## Sources
La culture traditionnelle des Roumains puise à quatre sources principales :
- les racines latines qui sont présentes dans la langue romane et, en conséquence de cela, dans la construction identitaire de la nation roumaine ;
- les racines rurales et pastorales, héritées des ancêtres Proto-roumains, toujours très présentes dans la société actuelle et qui ont longtemps été magnifiées par la culture savante, sous tous les régimes[1] ;
- les racines orientales, partagées avec la plupart des cultures voisines, qui se manifestent par la religion chrétienne orthodoxe, l'héritage byzantin et slave présent dans l'architecture ancienne et l'écriture médiévale, la cuisine, la musique ancienne, de nombreuses coutumes, les rythmes de vie, la structure sociale ;
- à partir du milieu du XVIIIe siècle, à travers la renaissance culturelle roumaine, l'influence et l'attraction de la culture savante occidentale, liée à l'esprit des Lumières, aux révolutions de 1784 en Transylvanie, de 1821 en Moldavie et Valachie, de 1848 et de 1989 et à la construction de la nation et de l'État roumain, parallèle à l'essor de la littérature, des arts, des sciences et des techniques des deux derniers siècles, et que les trois dictatures carliste, nationaliste et communiste se succédant de 1938 à 1989 n'ont pas réussi à juguler, malgré leurs tendances isolationnistes et xénophobes.

Aujourd'hui, la culture traditionnelle et savante est toujours là, mais à côté se développent plusieurs formes nouvelles de culture populaire, comme dans d'autres pays, certaines puisant aux racines anciennes, d'autres d'inspiration complètement différente (par exemple, les Roms développent des styles architecturaux et musicaux propres qui puisent tant du côté de leurs propres traditions que du côté de Bollywood, du rap, du hip-hop et du raï, et ces styles diffusent largement au-delà de leur communauté).

## Société
La société de la Roumanie comprend :
- sur le plan linguistique et culturel traditionnel :
  - les roumains et roumanophones, majoritaires en Roumanie et en république de Moldavie, minoritaires dans les pays voisins (en Bulgarie, en Hongrie, en Serbie et en Ukraine) où ils sont appelés « Valaques » ou « Moldaves » ;
  - les minorités non-roumanophones de Roumanie (Hongrois dont les Csángós et les Sicules, Allemands dont les Saxons et les Souabes, Juifs, Grecs, Bulgares, Carashovènes, Lipovènes, Serbo-Croates, Tchéco-slovaques, Ruthènes, Houtsoules et autres Ukrainiens, Turcs, Tatars et Roms, entre autres) ;
- sur le plan intellectuel et existentiel d'influence internationale :
  - les cultures religieuses ;
  - la culture classique, les humanités, les arts, le théâtre, la littérature, la culture scientifique et technique, le cinéma… ;
  - la culture populaire moderne, le show-business, les contre-cultures comme la culture mani, et bien d'autres.

Durant un demi-siècle de dictatures et de pénurie, les Roumains n'ont eu le droit de se plaindre de rien et ont dû afficher une unanime camaraderie, mais depuis la « Libération de 1989 » ils ne cessent de se plaindre de tout et de se lamenter, à longueur de médias, de leur propre inconstance, arrivisme, inculture, paresse, corruption, désorganisation, inefficacité, pauvreté, le tout démenti par les chiffres, les analyses statistiques et sociologiques et un développement qui reste très visible malgré la crise. Cette complainte est désormais inhérente à la culture et la société roumaines actuelles, et l'historien Neagu Djuvara l'a appelée la « culture Aoleu-vai-de-noi » (« Aïe-aïe-aïe-pauvres de nous »). La principale illustration de la « culture Aoleu-vai-de-noi » est l'aphorisme suivant, dû à l'humoriste et essayiste George Pruteanu : « Comment les Roumains pourraient-ils se défaire de leurs démons, alors qu'on leur apprend à l'école primaire le poème de Tudor Arghezi Chiot au poil crépu, qui vole le canard tout frais, j'ai beau l'avoir vu, lui jure que c'est pas vrai !, au collège le poème populaire Miorița qui raconte comment deux mauvais bergers complotent pour assassiner le bon berger, et au lycée le poème Étoile du matin de Mihai Eminescu où une minette superficielle, après avoir mené un génie au bord de la folie et du suicide, lui préfère un bellâtre inculte ».
- Démographie de la Roumanie
- Communautés ethniques de Roumanie
- Roms de Roumanie (621 573 en 2011)

### Autres
- Antisémitisme en Roumanie (en)
- Criminalité en Roumanie
- Éducation en Roumanie (en), Université en Roumanie
- Santé en Roumanie
- Sport en Roumanie

## Langue
Les Roumains décrivent souvent leur pays comme une « île de latinité dans un océan slave ». Cette expression isolationniste a été popularisée par Nicolae Iorga, historien et homme politique de l'entre-deux-guerres. Elle est toutefois fausse car les Roumains partagent de nombreux traits culturels et lexicaux avec leurs voisins, dont la Hongrie qui ne fait pas partie des pays slaves. En effet, la latinité est essentiellement linguistique : sur les autres plans de la culture traditionnelle, la Roumanie se situe bien au carrefour de l'Europe centrale à laquelle elle appartient par la Transylvanie, de l'Europe orientale à laquelle elle appartient par la Moldavie, et des Balkans auxquels elle appartient par la Valachie et la Dobrogée. Par ailleurs, depuis l'époque des Lumières, la Roumanie a subi une très forte influence occidentale et notamment française, combattue jadis par des partisans de l'« autochtonisme orthodoxe » tels le philosophe Nae Ionescu ou l'essayiste Nichifor Crainic, et plus récemment par des polémistes nomenklaturistes passés du communisme au nationalisme comme Adrian Păunescu ou Corneliu Vadim Tudor.

## Religion
- Religion en Roumanie : orthodoxie (81 %), autres christianismes (11 %)

## Mythologie
- Mythologie roumaine
- Mythologie dace

## Francophonie
À peu près 15 % de la population roumaine comprend et parle le français, et le pays fait partie de l'Organisation internationale de la francophonie. Avant 1989, à peu près tous les Roumains ayant dépassé l'école primaire, comprenaient et parlaient le français, en partie grâce à l'héritage latin commun aux deux langues, mais surtout grâce à la francophilie héritée de l'influence des Lumières au XVIIIe siècle, et de l'aide française à l'unité roumaine durant le XIXe siècle. La composante révolutionnaire de l'identité roumaine doit beaucoup à l'influence française. Jusqu'en 1945, la Roumanie et la France avaient gardé des relations culturelles et politiques étroites, et partagé les mêmes orientations politiques. En 1968 encore, lors de sa visite à Bucarest en mai, Charles de Gaulle était spontanément ovationné à Bucarest, alors qu'il était conspué à Paris.
Mais après 1989, les Roumains découvrent que dans les médias francophones, leur pays n'est plus dépeint comme un allié, une « petite sœur des Balkans », et Bucarest comme un « petit Paris », mais comme une sorte de Syldavie plutôt sordide (le sort des orphelins et des Roms domine l'espace médiatique), un pays suspect de fascisme, de xénophobie et d'antisémitisme atavique. Mortifiés par cette image péjorative qu'ils ressentent comme roumanophobe, de nombreux Roumains se tournent vers d'autres horizons culturels, et les productions en français disparaissent à la télévision roumaine. De plus, auprès de jeunes, l'omniprésence de l'anglais, notamment dans le monde économique, a aussi joué un rôle important. Malgré tout, les médias français conservent des antennes en Roumanie : RFI a une importante filiale à Bucarest avec des émissions le plus souvent en roumain, mais aussi en français le soir et la nuit.

## Arts séquentiels et audiovisuels (arts de la scène, cinéma, bande dessinée, média audiovisuels, internet)

### Musique
- Musique roumaine

### Théâtre
- Théâtre national de Bucarest
- German State Theatre Timișoara (en)
- Irod (en)
- UNITER (ro)
- Vilna Troupe (en)

### Ballet
Oleg Danovski (ro)

### Danse
- Danses traditionnelles
  - Arcan (danse) (en), de Moldavie
  - Căluș, masculine, de fertilité
  - Hora (/horo), circulaire, des Balkans
  - Huzulka (de), de Moldavie
  - Învârtita, tourbillonnante, de Transylvanie et Maramureș
  - Legényes, individuelle, masculine, de Transylvanie (hongroise)
  - Perinița (en), en cercle, avec mouchoir, de Munténie (Grande Valachie)
  - Rustem (de), d'Olténie (Petite Valachie)
  - Sîrba, originaire de Valachie (serbe)

- Béla Bartók, Six Danses populaires roumaines (1915)

- Chorégraphes roumains
- Compositeurs roumains de ballet

### Autres scènes: marionnettes, mime, pantomime, prestidigitation
Les arts mineurs de scène, arts de la rue, arts forains, cirque, théâtre de rue, spectacles de rue, arts pluridisciplinaires, performances manquent encore de documentation pour le pays…
Pour le domaine de la marionnette, la référence este : Arts de la marionnette en Roumanie, sur le site de l'Union internationale de la marionnette UNIMA).
- Marionnettistes roumains

### Cinéma
- Films roumains, Liste chronologique de films roumains (en)
- Archives nationales cinématographiques (Roumanie) (en)
- Cinéma d'animation roumain (en)
- Festival international du film de Transylvanie 2018 (depuis 2002)
- Liste des films roumains ayant fait le plus d'entrées en Roumanie
- Nouvelle vague du cinéma roumain (en) (depuis 2004)[10]
- Acteurs roumains de cinéma
- Actrices roumaines de cinéma
- Réalisateurs roumains
- Réalisatrices roumaines
- Scénaristes roumains
- Studios roumains de cinéma
- Producteurs de cinéma roumains

### Internet (.ro)
- Press Reader[11] (Bulac/Inalco)

## Architecture
- Forteresses daces des monts d'Orastie
- :Monuments romains en Roumanie, Camp romain de Barbosi, Ulpia Traiana Sarmizegetusa
  - Mur de Trajan (du Danube à la mer Noire), Pont de Trajan, Pont de Constantin le Grand, Tropaeum Traiani
- Liste de fortifications en Roumanie, Liste des châteaux roumains
- Portail transylvain en bois
- Églises rupestres de Roumanie et de la République de Moldavie (ro), Églises en bois du Maramureș, Églises fortifiées de Transylvanie
- Monastère de Horezu
- Vieux centre ville de Sighișoara
- Maison de Matthias Corvin
- Architecture néo-roumaine (après 1880)

## Musique

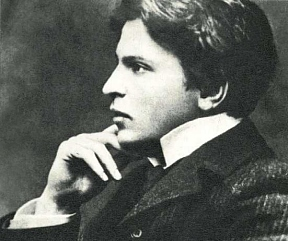
Georges Enesco

La musique roumaine est une douce et agréable alchimie entre les différentes cultures qui l'ont influencée. Ainsi la musique grecque, hongroise, slave, turque et occidentale se retrouvent dans les chansons, que celles-ci soient anciennes ou récentes. Inversement, la musique roumaine a influencé celle des voisins, et on la retrouve chez des compositeurs hongrois (Franz Liszt, par exemple) ou russes.
La musique traditionnelle est encore très présente en Roumanie (le musicologue Constantin Brăiloiu a recueilli beaucoup de pièces au début du XXe siècle) et elle comporte deux styles :
- la musique populaire, dite folklorique, faite de chansons, de danses, de musiques festives : deux chaînes de télévision : Etno-TV www.etno.ro/ et Favorit TV, en diffusent exclusivement, la chaîne nationale en diffuse également toutes les semaines ;
- les colinde, à thème religieux ou historique, qui sont des invocations, des vœux, voire des prières, mais qui restent laïques, et très différentes de la musique religieuse qui, elle, est une musique savante byzantine.

La musique classique est la même qu'ailleurs dans le monde. La Roumanie a eu aussi ses artistes classiques internationalement connus, tels le compositeur Georges Enesco, le chef d'orchestre Sergiu Celibidache ou la chanteuse d'opéra Angela Gheorghiu. Plusieurs orchestres symphoniques se produisent, le plus connu étant celui de Bucarest.
Parmi les musiques modernes, la musique populaire a connu une vraie explosion dans la période d'entre les deux guerres, avec des chanteurs très riches et célèbres allant parfois jusqu'à Hollywood, tels Gică Petrescu.
Le régime communiste de Roumanie rangé la musique en trois catégories : la classique, peu développée (on disait alors qu'un quatuor à cordes, c'était « l'orchestre symphonique national, de retour de tournée en Occident »), la « légère » (musică ușoară), une sorte de pré-disco très aseptisé que l'on pouvait entendre et voir dans les émissions de variétés de la télévision et aux festivals de jeunesse (évidemment politisés) comme ceux organisés par Adrian Păunescu, et la musique populaire roumaine, très développée quant à elle, comme en témoigne par exemple Maria Tănase, mais « caviardée » des textes évoquant la religion, des idées libertaires, le sexe ou les fêtes de la noblesse, et même souvent jouée sans paroles (la flûte de Pan notamment a eu beaucoup de succès, avec des virtuoses comme Gheorghe Zamfir ; elle a aussi continué à vivre hors-frontières, comme le montre l'exemple de Vladimir Cosma connu pour ses musiques de films, dont Le Grand Blond avec une chaussure noire).
Depuis la Libération de 1989 les musiques modernes sont toutes présentes en Roumanie, et parmi les jeunes, les plus en vogue sont la musique rap roumaine, le house, le pop, les différents styles rock, et, parmi les jeunes de banlieue issus des minorités, les manele qui puisent dans les mélodies des Roms, dans le rap arabo-européen, dans le hip-hop et le raï.

## Arts et traditions populaires

### Contes populaires

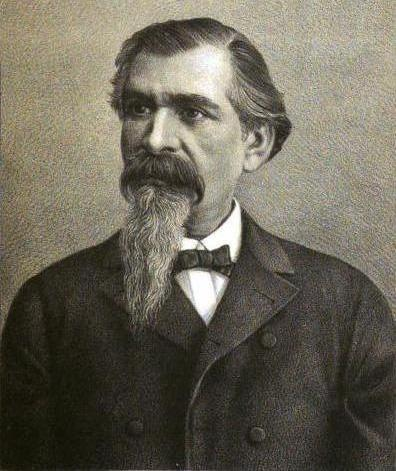
Le folkloriste Petre Ispirescu (1830-1887).

Un certain nombre de contes (basme) populaires roumains ont été rassemblés et publiés par l'auteure allemande Mite Kremnitz (amie de la reine Élisabeth) sous le titre de Rumänische Märchen (1882). D'autres recueils ont été publiés notamment par Petre Ispirescu, Vasile Alecsandri, Pauline Schullerus (1907) ou Ion Creangă (1956).

### Religions et croyances

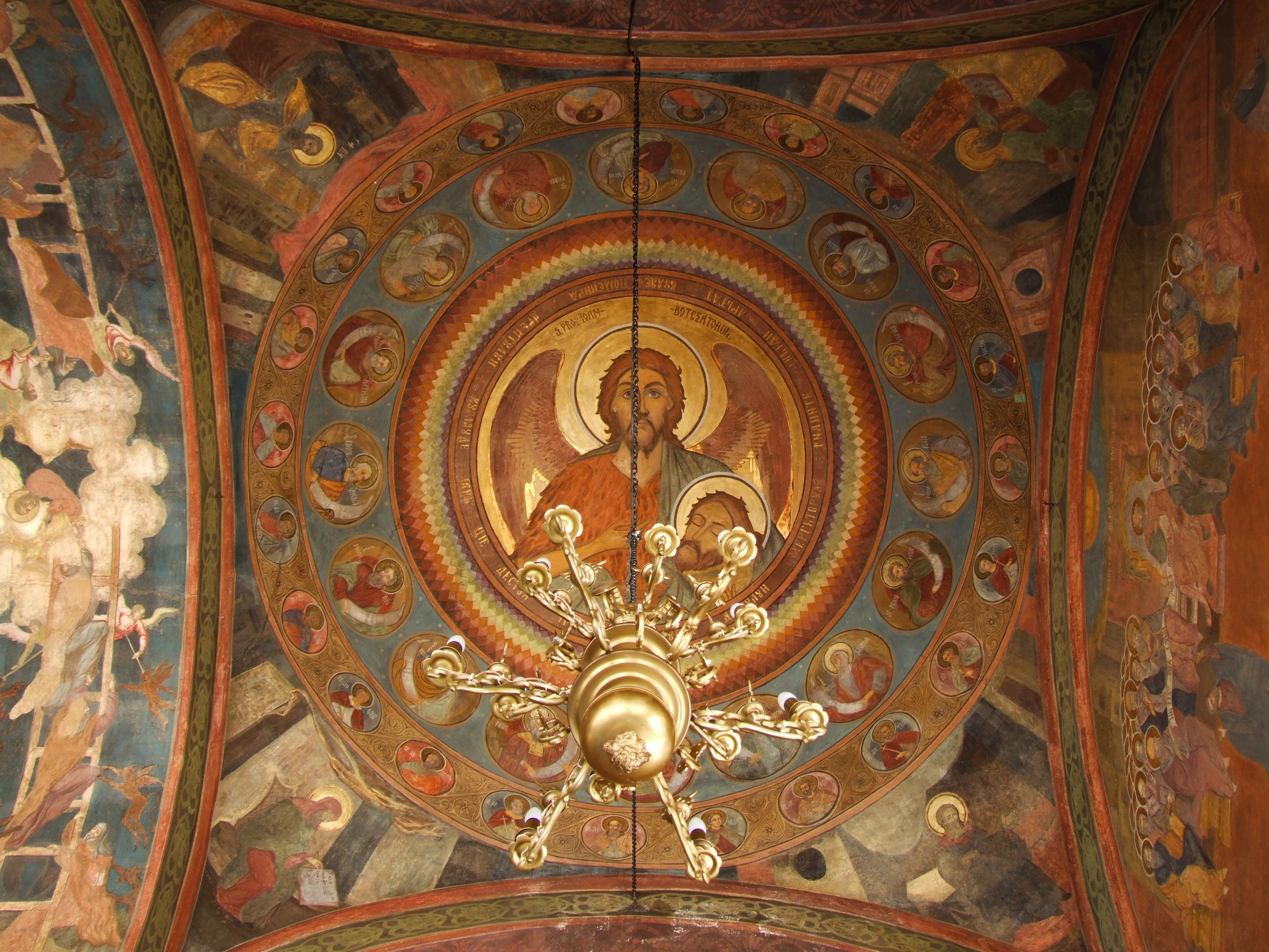
Fresque dans la cathédrale patriarcale de Bucarest

- Mythologie roumaine, Catégorie:Mythologie roumaine (en)
- Catégorie:Créature fantastique du folklore roumain

### Symboles et fêtes
- Principales fêtes traditionnelles :
  - les mărțișoare, le 1-er mars ;
  - la Saint-Étienne, le 27 décembre ;
  - Noël (avec les colinde), le 24 décembre ;
  - Pâques (avec les œufs décorés, les cozonaci, le drob, la pască, les sarmale, le stufat).

Les fêtes officielles, pour la plupart jours fériés, sont :
| Date                                        | Nom français             | Nom roumain                                      | Précisions |
| ------------------------------------------- | ------------------------ | ------------------------------------------------ | --- |
| 1er et 2 janvier                            | Jour de l'an / Nouvel an | Anul nou                                         | jour férié |
| en avril ou en mai                          | Pâques                   | Paște / Paști                                    | Pâques orthodoxe, jour férié |
| 1er mai                                     | Jour du travail          | Ziua muncii                                      | jour férié |
| en mai ou en juin (le dimanche et le lundi) | Pentecôte                | Rusalii / Pogorârea Sfântului Duh / Cincizecimea | 50 jours après Pâques orthodoxe, non férié |
| 10 mai                                      | Fête nationale           | Ziua independenței                               | Jour non férié commémorant l'indépendance des Principautés unies de Moldavie et de Valachie vis-à-vis de l'Empire ottoman, proclamée 10 mai 1877 (pour la famille royale roumaine, cette date est la Ziua regală commémorant la prestation de serment de Carol Ier en tant que prince souverain de Roumanie le 10 mai 1866 et son couronnement en tant que roi le 10 mai 1881). |
| 15 août                                     | Dormition                | Adormirea Maicii Domnului                        | jour férié |
| 30 novembre                                 | Saint André              | Sfântul Andrei                                   | non férié (mais l'église orthodoxe roumaine fait pression pour qu'il le devienne, car elle considère ce saint comme son fondateur) |
| 1er décembre                                | Jour de l'Union          | Ziua Unirii                                      | Jour férié commémorant l'union, proclamée le 1er décembre 1918 à Alba Iulia, entre le Vieux Royaume de Roumanie et les territoires austro-hongrois à forte population roumaine : la Transylvanie (dont la Marmatie méridionale, la Crișanie orientale et le Banat oriental) et la Bucovine (dont la Roumanie actuelle a gardé la moitié méridionale).                           |
| 25 - 26 décembre                            | Noël                     | Nașterea Domnului (Crăciun)                      | jour férié |

## Arts de la table

### Cuisine

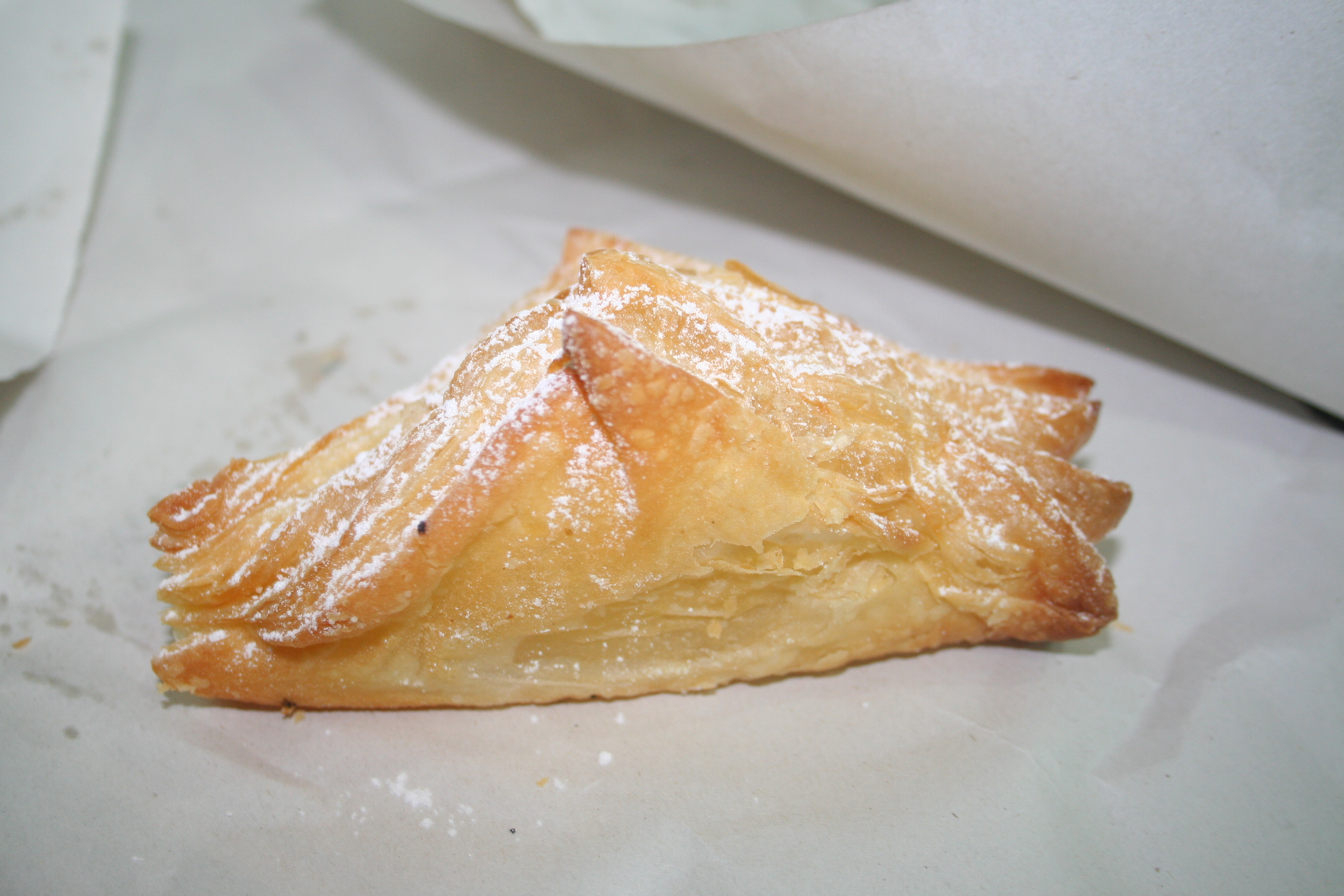
Pateu cu brânză (galette sucrée au fromage).
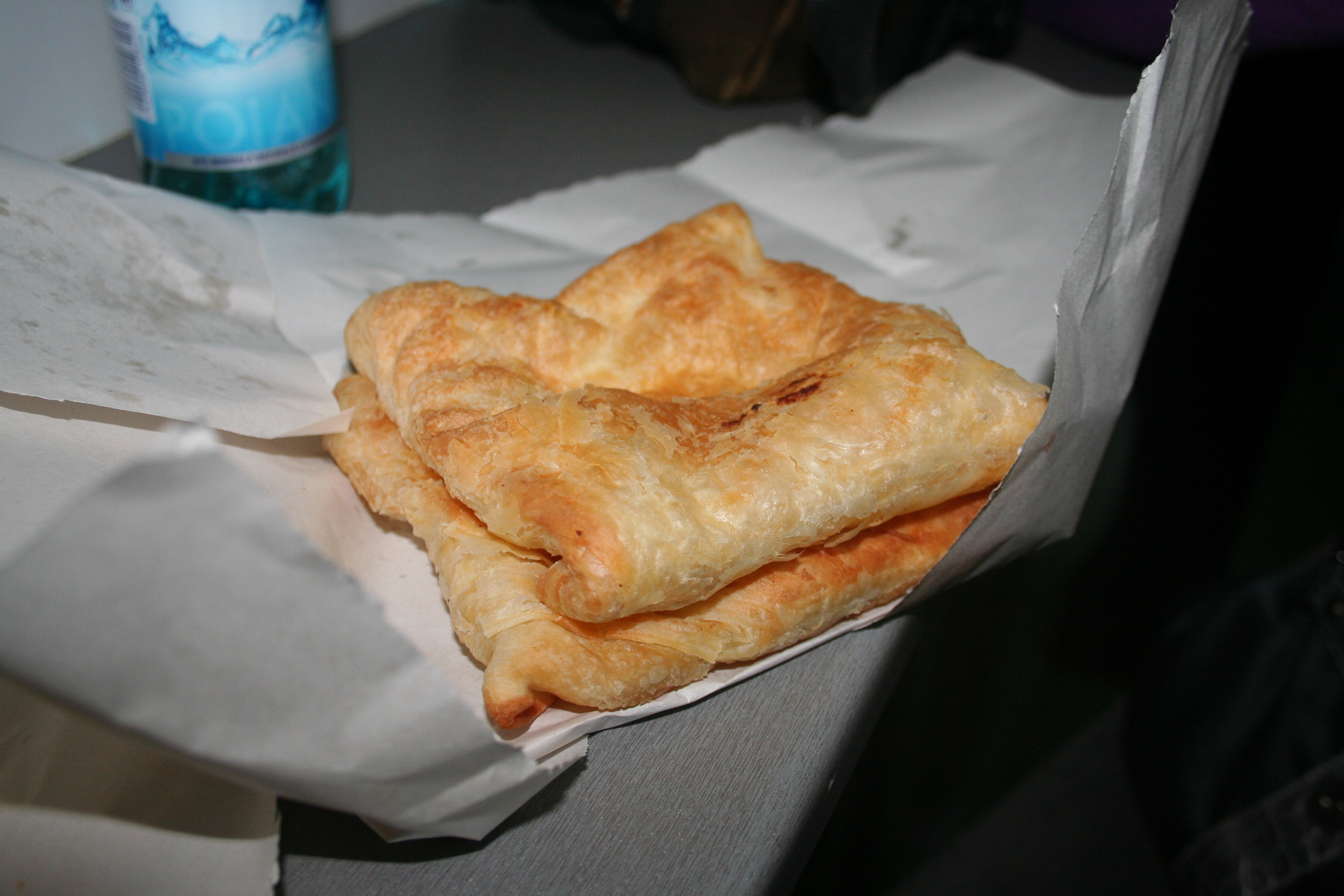
Plăcintă cu brânză (feuilleté salé au fromage, tiropita).
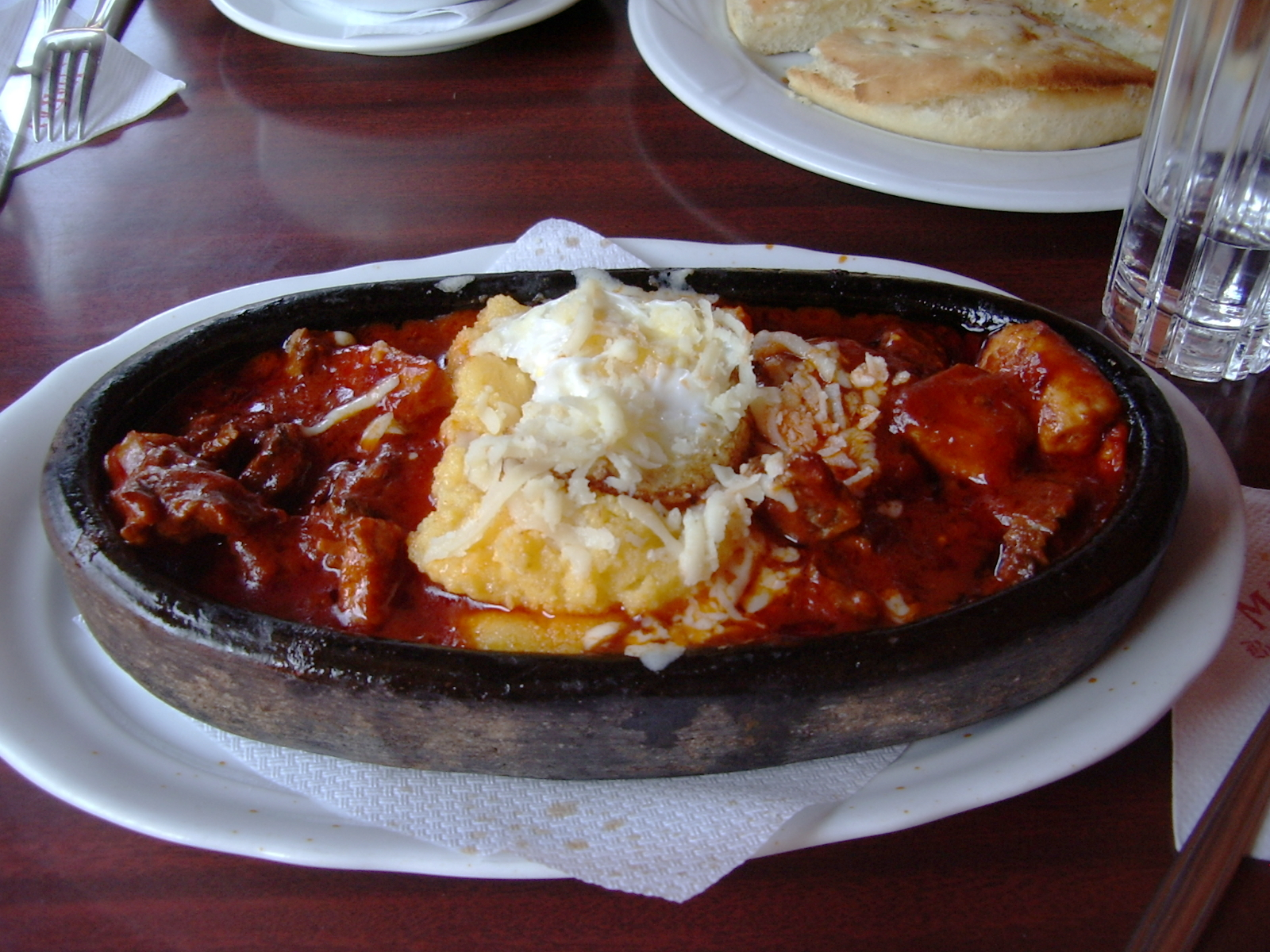
Tocană cu mămăligă (rôti de porc à la polenta)

## Valorisation de la culture en Roumanie

### Musées et autres institutions
- Union des écrivains de Roumanie

### Liste du Patrimoine mondial
Le programme Patrimoine mondial (UNESCO, 1971) a inscrit au Patrimoine mondial (au 12/01/2016) : Liste du patrimoine mondial en Roumanie.

### Liste représentative du patrimoine culturel immatériel de l’humanité
Le programme Patrimoine culturel immatériel (UNESCO, 2003) a inscrit dans sa liste représentative du patrimoine culturel immatériel de l'humanité (au 10/01/2016) :
- le savoir-faire de la céramique traditionnelle de Horezu[15]
- la doïna (en) (chant nostalgique et narratif, complainte musicale)[16],
- le rituel du Căluş[17],
- les danses masculines de type Hora[18],
- les colinde[19],
- 2016 : l’artisanat traditionnel du tapis mural en Roumanie et en République de Moldavie[20],
- 2017 : les pratiques culturelles et contes traditionnels associés à la fête du 1er mars en Europe du Sud-Est (Bulgarie, ex-République yougoslave de Macédoine, République de Moldavie et Roumanie)[21].

### Registre international Mémoire du monde
Le programme Mémoire du monde (UNESCO, 1992) a inscrit dans son registre international Mémoire du monde (au 10/01/2016) : aucun document.

### Tourisme culturel
- Liste des parcs nationaux de Roumanie
- Liste du patrimoine mondial en Roumanie

## Rayonnement culturel international
Réseau des universités de la mer Noire (de)

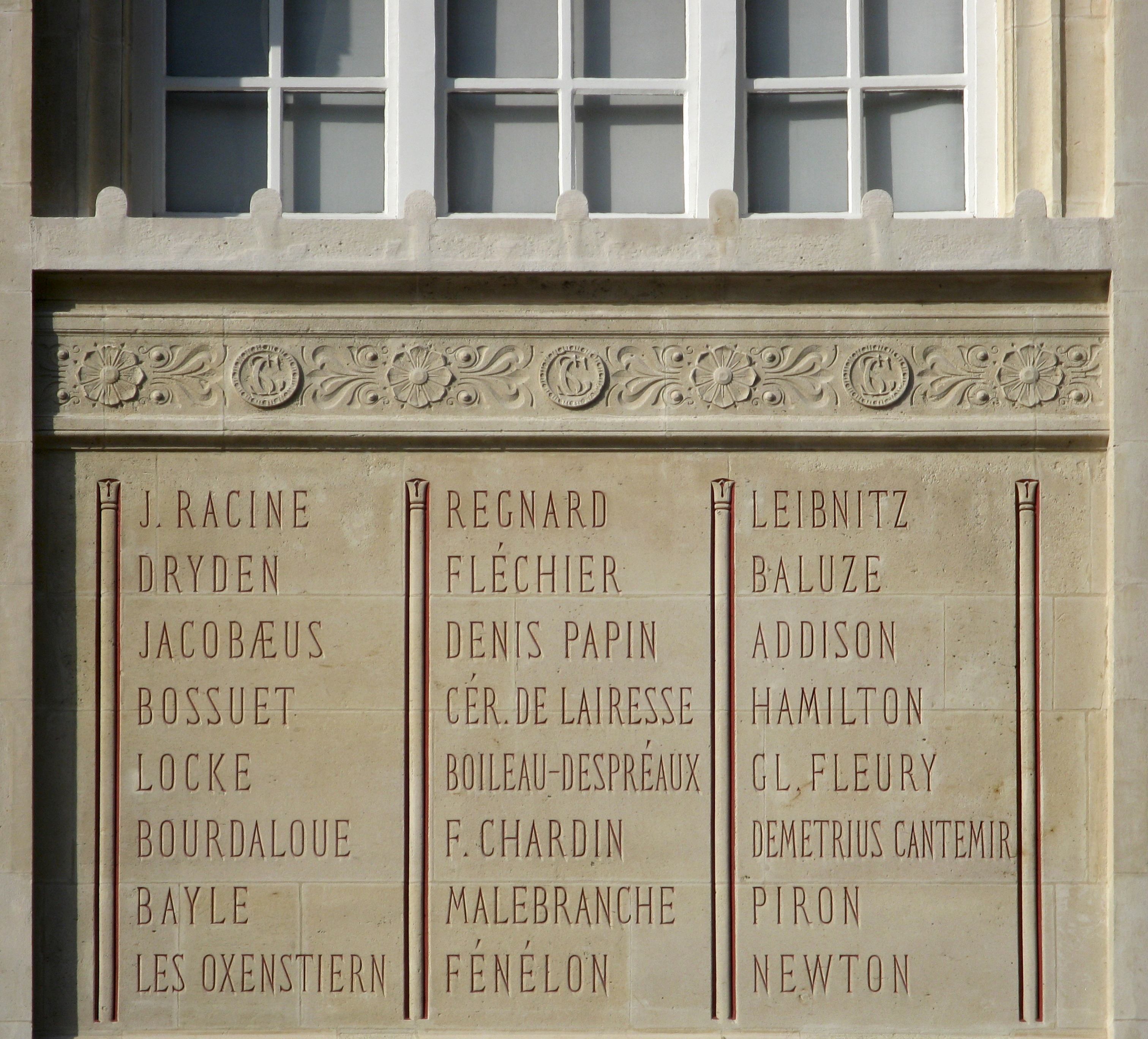
Le nom du lettré moldave du XVIIe siècle Dimitrie Cantemir sur la façade de la Bibliothèque Sainte-Geneviève à Paris (colonne de droite).

Le rayonnement culturel international de la Roumanie reste modeste, malgré l'action militante des centres culturels roumains fonctionnant auprès des ambassades et enchaînant des festivals, expositions et conférences sur les sujets les plus divers et les plus modernes, dans un esprit multi-culturel et européen. Cette modestie est proportionnelle aux moyens financiers du pays, mais elle est relative, car si elle reste mal connue, la culture roumaine a néanmoins donné de nombreux personnages d'envergure internationale, même si ce n'est pas en tant que roumains qu'ils sont connus (à titre d'exemple, l'explorateur antarctique Emil Racoviță figure comme "belge" comme le navire à bord duquel il embarqua, le poète Paul Celan figure comme "autrichien" parce qu'il écrivit en allemand, l'aviateur Traian Vuia comme "hongrois" parce que sa région d'origine appartenait à l'Autriche-Hongrie au moment de sa naissance, l'ingénieur Henri Coandă comme "britannique" parce qu'il travailla en Angleterre, le mathématicien et économiste Nicolae Georgescu comme "américain" parce qu'il enseigna aux États-Unis, et les lettrés Panaït Istrati, Eugène Ionesco ou Emil Cioran comme "français" parce qu'ils écrivirent en cette langue).
La culture roumaine rayonne surtout chez les autochtones de l'autre état à majorité roumanophone : la république de Moldavie, où les gouvernements pro-russes ou communistes ont pourtant tout fait pour lui barrer la route, en faisant inscrire dans la Constitution (article 13) que la langue du pays, dénommée ici « moldave », n'est pas du roumain, mais seulement « analogue au roumain » et en promulguant plusieurs lois qui empêchent les autochtones de faire librement référence à l'histoire ou à la culture du peuple roumain et de se définir comme membres de ce peuple, alors que rien n'empêche les colons russes et ukrainiens de faire librement référence à l'histoire et à la culture de la Russie ou de l'Ukraine, et de se définir comme « Russes » ou « Ukrainiens » (sans compter que c'est le russe, langue de 6 % de la population, qui est officiellement « langue de communication inter-ethnique »).
C'est donc surtout à travers des personnages que la culture roumaine rayonne, indirectement, à l'international.